# Josep Cuch i Codina
Josep Cuch i Codina és l'actual batlle de Cànoves i Samalús des de l'any 2015.
Va néixer a Can Cuch, uns terrenys situats al nord al nucli de Cànoves, i és propietari de terrenys rurals i d'una empresa de gestió forestal. Va ser vicepresident de l'associació de propietaris del Montseny i des del 2005 és el president de l'Agrupació de Defensa Forestal Montseny-Congost.
Es va presentar de cap de llista de Nou Impuls i Unitat per les eleccions municipals de Cànoves del 2011, on va aconseguir dos regidors i va quedar a l'oposició. A les eleccions locals del 2015, repetint de cap de llista, amb 4 regidors i el suport de dos d'ERC, va poder accedir a l'alcaldia.